# Apophua maetai
Apophua maetai är en stekelart som beskrevs av Setsuya Momoi 1978. Apophua maetai ingår i släktet Apophua och familjen brokparasitsteklar. Inga underarter finns listade i Catalogue of Life.